# کرتیلان
کرتیلان، روستایی از توابع بخش جاپلق شهرستان ازنا در استان لرستان ایران است. 

## جمعیت
جمعیت روستا۲۳۰نفر ۶۰ خانواراست.

## زبان
مردم این روستا به زبان لری تکلم میکنند.